# L'encantadora de serps
L'encantadora de serps (en francès: La Charmeuse de serpents) és un oli sobre llenç realitzat el 1907 pel pintor francès Henri Rousseau. El quadre es troba en el Museu d'Orsay de París.
La pintura mostra un paisatge exòtic i irreal d'estructura complexa, il·luminat per una llum freda que es reflecteix a l'aigua, ressaltant les figures immòbils i planes. Per a la seva realització, Rousseau es va inspirar en un gravat sobre fusta de Paul Gauguin exposat l'any 1906.
La figura humana, els animals, el decorat vegetal amb desplegaments fantàstics estan executats amb la mateixa minuciositat en un tractament uniforme. Aquesta dona encanta la natura salvatge o, més aviat, la paralitza en un estrany silenci. L'univers fantàstic d'aquest llenç anuncia el surrealisme.